# Blutschwanzsalmler
Der Blutschwanzsalmler (Hemigrammus stictus) ist eine kleine Fischart aus der Salmlerfamilie der Acestrorhamphidae, die im Stromgebiet des Orinocos, in Einzugsbereich des oberen Rio Negros (Río Guainía) in Kolumbien und Venezuela und in den Flüssen der drei Guyanas vorkommt.

## Merkmale
Der Blutschwanzsalmler erreicht eine maximale Gesamtlänge von 4,5 Zentimeter und hat einen langgestreckten Körper. Weibchen sind etwas größer und fülliger, Männchen schlanker. Der Blutschwanzsalmler ist fast transparent, mit einer leichten gelblichbraunen Tönung. Der Rücken ist dunkler. Die Schuppen haben in der Regel dunkle Ränder. Im vorderen Rumpfbereich, etwa gleichweit vom Hinterrand des Auges wie vom Ansatz der Rückenflosse entfernt befindet sich ein runder schwarzer Fleck. Der Schwanzstiel, die Fettflosse und die Basis der Schwanzflosse sind rötlich. Die übrigen Flossen sind gelblich. Die Schwanzflosse ist nicht so stark beschuppt wie bei anderen Hemigrammus-Arten, was Sterba als Übergang zur Gattung Hyphessobrycon, für die eine unbeschuppte Schwanzflossenbasis typisch ist, ansieht.
- Flossenformel: Dorsale 11, Anale 26–31.
- Schuppenformel: SL 7–11, mLR 33–35.

## Systematik
Der Blutschwanzsalmler wurde 1909 durch die US-amerikanische Ichthyologin Marion L. Durbin unter der Bezeichnung Hyphessobrycon stictus erstmals wissenschaftlich beschrieben. Heute wird er in die Gattung Hemigrammus gestellt. Wie eine im September 2024 veröffentlichte Revision der „Echten Salmler“ zeigte, gehört er weder zu Hemigrammus noch zu Hyphessobrycon, sondern ist die Schwestergruppe einer von den Neonfischen (Paracheirodon) und der Gattung Brittanichthys gebildeten Klade. Zusammen mit den Gattungen Axelrodia und Petitella bilden sie eine an das Leben in Schwarzwasserflüssen angepasste Klade innerhalb der Unterfamilie Megalamphodinae in der Familie Acestrorhamphidae. Hemigrammus gehört dagegen in die Unterfamilie Pristellinae, Hyphessobrycon ist die Typusgattung der Unterfamilie Hyphessobryconinae.